# Vulcan (gmina)
Vulcan – gmina w Rumunii, w okręgu Braszów. Obejmuje miejscowości Colonia 1 Mai i Vulcan. W 2011 roku liczyła 4567 mieszkańców. 